# Mirosław Jaworski (ur. 1961)
Mirosław Kazimierz Jaworski (ur. 30 maja 1961 w Białej Podlaskiej) – polski piłkarz, występujący na pozycji pomocnika. Zdobywca Pucharu Polski z Widzewem Łódź (1985). Pierwszy piłkarz z województwa bialskopodlaskiego, który zadebiutował na najwyższym poziomie rozgrywek w Polsce.

## Życiorys
Pochodzi ze wsi Huszcza. Od 1974 był zawodnikiem AZS AWF Biała Podlaska, przed rundą wiosenną sezonu 1976/1977 dołączył do kadry I zespołu, w barwach tego klubu w latach 1977–1979 występował w ówczesnej III lidze (debiutował w rozgrywkach seniorskich 17 kwietnia 1977 w spotkaniu ze Stalą Poniatowa). Łącznie dla AZS zagrał w 55 meczach, zdobywając pięć bramek (w sezonie 1976/1977 zagrał w pięciu spotkaniach, bez gola, w sezonie 1977/1978 w 25 spotkaniach, strzelając 3 gole, w sezonie 1978/1979 w 25 spotkaniach, strzelając 2 gole). Od sezonu 1979/1980 był graczem II-ligowego Stoczniowca Gdańsk. W barwach tego zespołu występował przez trzy sezony, zagrał łącznie w 50 spotkaniach, strzelając dwie bramki (1979/1980 – 15 spotkań. 1980/1981 – 19 spotkań i dwie bramki, 1981/1982 – 16 spotkań), w sezonie 1981/1982 jego zespół spadł do III ligi. W 1982 został na krótko zawodnikiem Resovii, a w rundzie wiosennej sezonu 1982/1983 był piłkarzem rezerw Legii Warszawa (w barwach tej drużyny zagrał m.in. w rozgrywkach Pucharu Polski na szczeblu centralnym). W sezonie 1983/1984 występował początkowo w barwach II-ligowego Hutnika Warszawa, ale wiosną 1984 został zawodnikiem I-ligowego Widzewa Łódź. debiutował w ekstraklasie 12 maja 1984 w spotkaniu z GKS Katowice, a w sezonie 1983/1984 zagrał łącznie pięciu spotkaniach, mając tym samym udział w zdobyciu wicemistrzostwa Polski. W sezonie 1984/1985 zagrał w siedemnastu spotkaniach, strzelając dwie bramki, a jego drużyna zajęła 3. miejsce w lidze. Miał także udział w zdobyciu Pucharu Polski w edycji 1984/1985, zagrał w tych rozgrywkach w pięciu spotkaniach. W półfinałowym spotkaniu Pucharu Polski z Górnikiem Zabrze (3 kwietnia 1985) złamał nogę, co spowodowało, że ominął go drugi półfinał i finał tych rozgrywek, a także ostatnich jedenaście kolejek ligowych. W sezonie 1985/1986 zagrał w 26 meczach, strzelił dwie bramki, a Widzew zajął ponownie 3. miejsce w lidze. Łącznie dla Widzewa zagrał w 48 spotkaniach ligowych, zdobywając cztery bramki. Ponadto zagrał w 6 spotkaniach Pucharu Polski, 4 spotkaniach Pucharu UEFA edycji 1984/1985 i 2 spotkaniach Pucharu Zdobywców Pucharów edycji 1985/1986.
W sezonie 1986/1987 występował w I-ligowym Motorze Lublin. W 22 spotkaniach zdobył trzy bramki. Jego zespół spadł jednak do II ligi. W sezonie 1987/1988 zagrał jeszcze w Motorze w II lidze, wystąpił w 24 meczach, nie strzelając bramek. Następnie wyjechał do Francji, grał w zespołach US Moulins (1988/1992) i US Verneville (1992-1998). W latach 90. zajmował się we Francji młodzieży. W kraju tym zamieszkał na stałe.
Zwyciężył w plebiscycie XX-lecia Bialskopodlaskiego Okręgowego Związku Piłki Nożnej (1996) oraz w plebiscycie na dziesięciu piłkarzy i pięciu trenerów XXV-lecia BOZPN (2001).
Nie należy go mylić z Mirosławem Jaworskim (ur. 1965), również piłkarzem, wychowankiem Stoczniowca Gdańsk, przez większość kariery ligowej związanym z Ruchem Chorzów.